# Dolmen de Dombate
El dolmen de Dombate és un monument d'època neolítica situat a la parròquia de Borneiro, al municipi gallec de Cabana de Bergantiños. Aquest dolmen es cataloga com una tomba col·lectiva de corredor i és considerat com la "catedral del megalitisme" a Galícia.
A prop d'aquest jaciment, es troben altres monuments coneguts com a art parietal o rupestre.
Aquest túmul s'erigí en la primera meitat del IV mil·lenni ae, i la cambra a la fi d'aquesta mateixa època. S'utilitzà en diferents èpoques, entre el 3800 ae i el 2700 ae, moment en què fou abandonat.

Cal destacar que al s. XIX, l'historiador gallec Manuel Murguía ja es referí al dolmen i que el 1885 el poeta Eduardo Pondal l'immortalitzà en el poema "Queixumes dos Piñeiros" ('Planys dels pins'):
| «                        | Passat Vilaseco, lloc batut per l'aire dalt la costa d'Uces de muntanyenc canal; passat Vilaseco, anant Gandra endavant, ja veia des de lluny el dolmen de Dombate. | » |
| — Eduardo Pondal (1885). | |   |

## Descripció

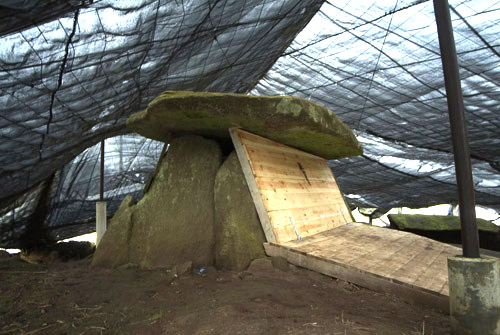
Vista del dolmen de Dombate durant una fase de condicionament prèvia a la coberta definitiva de 2011

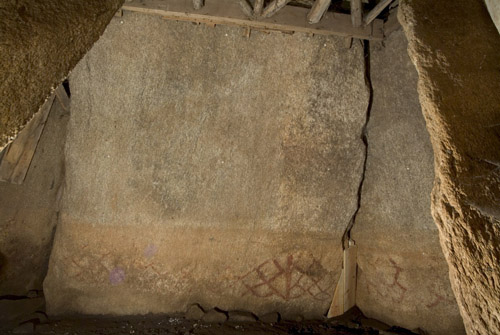
Vista de l'interior de la cambra: s'observen els gravats a la part inferior de l'ortòstat

El túmul té uns 24 m de diàmetre i 1,80 m d'alçada; consta d'una capa de terra coberta parcialment per una cuirassa pètria formada per pedres planes dipositades horitzontalment (que marquen el perímetre de l'emplaçament), i pedres destacades i ben col·locades a l'interior.
Sembla que, originàriament, el túmul recobria fins a l'alçada del corredor, i que la part més destacada o dolmen era a la vista.
El dolmen consta d'una cambra poligonal ampla formada per set ortòstats, un dels quals fa 4,64 x 3 m, i un corredor de tres trams, ben diferenciat en planta i en secció. L'entrada estava tancada amb una llosa vertical coberta de pedres. Entre alguns ortòstats es col·locaven lloses allargades per fora, per així contribuir a tancar el buit. Les fosses en què se sustentaven aquestes grans pedres arribaven a profunditats de 140 centímetres en la cambra i 70 cm al corredor.
Sobre el túmul conegut, hi hagué un megàlit anterior en el temps, de menor grandària i complexitat, consistent en una cambra simple, allargada i oberta, composta per nou ortòstats d'aproximadament 240 x 190 cm. El corresponent i anterior túmul tenia 10,5 m de diàmetre, i estava cobert per una cuirassa d'una sola banda de pedres.
Cal dir que en el segment inicial del corredor del túmul més recent es trobaren 20 petits ídols, i que els ortòstats de la corresponent cambra contenen petròglifs. A més, totes les lloses, tant en la cambra com en el corredor, tenen pintures. Aquestes es distribueixen en dos registres horitzontals separats per una franja rogenca de punts vermells i negres, i el conjunt n'és una composició en què preval la geometria (ziga-zagues, franges verticals i obliqües, ondats, reticles, etc.). El color roig, l'obtenien per l'òxid de ferro i el negre a partir de carbó vegetal, possiblement, aplicats sobre una emprimació blanca d'algun tipus de greix barrejat amb caolí.
També s'hi trobà una filera d'ídols, vint en total, col·locats enfront del passadís i al límit del túmul, així com molt interessants objectes lítics i ceràmics.
El 2009 es descobrí que la cambra disposava d'un drenatge que fa sospitar que des del començament sofria inundacions d'aigua.

## Ocupació
Els estudis sobre el dolmen de Dombate conclouen que s'utilitzà en quatre moments:
- Període 1: correspon al de la creació, que es produí entre el 3800 ae i el 3600 ae. Durant la segona meitat del quart mil·lenni i els dos primers terços del tercer només s'hi construïren dòlmens de corredor;
- Període 2: c. 3000 ae, durant el qual es preparà i emprà per primera vegada l'àrea d'accés;
- Període 3: c. 2700 ae, quan finalment se'n tancà el corredor, començant allí l'ús ritual;
- Període 4: darrer període d'ús, possiblement coincident amb la cultura del vas campaniforme.

Després es construí un poblat, ja en l'edat del bronze, al costat del dolmen en desús.

## Conservació i museu
L'indret, l'excavà l'arqueòleg José María Bell Diéguez als anys 1987, 1988 i 1989. Després d'aquestes excavacions les pintures i el monument en general sofriren un procés de degradació davant la passivitat de les administracions. Per conéixer l'estat en què estava al 2001 es constituí un comitè perquè n'informara; descobriren que els danys eren irreparables i que s'havia perdut part de les restes arqueològiques, sobretot l'antic dolmen sobre el qual jeia l'actual, així com el testimoni de terra de l'excavació. Uns mesos després la Diputació de la Corunya decidí substituir la coberta plàstica, molt deteriorada, i barrar els 8.000 m² de la parcel·la en què és el monument. A principis del 2002 ja estava llest el nou tancament, que en seria substituït pel definitiu del 2011.
El 2004 es preparà un pla de 600.000 euros per a la revaloració del monument, mesos després s'amplià a un milió i preveia exposar-lo i recuperar-lo en dos anys, però no s'arribà a executar.
El 2009 s'efectuaren excavacions arqueològiques del dolmen i del terreny circumdant; també en aquest any s'adjudicaren les obres a una empresa perquè realitzara la gestió museística definitiva del dolmen i el seu entorn en un termini de deu mesos i amb un pressupost superior al milió i mig d'euros.
El 2011 es completà la coberta que protegeix el dolmen de la intempèrie, tot i que en seguien els treballs de restauració i estudi. Aquesta presentació al visitant i el fet que la intervenció implicava alterar la situació trobada ha rebut crítiques per llevar criteri històric al conjunt.
En 2012 se inauguró una réplica de la cámara. 
El 2014, després de l'inici de la gestió municipal per part de l'Ajuntament de Cabana de Bergantiños, aparegueren greus desperfectes en la rèplica (neodolmen), i la Diputació de la Corunya rebé una petició perquè el conveni de col·laboració fos suspés, l'estat de les pintures originàries revisat i l'establiment d'un nombre màxim de visitants al monument per afavorir-ne la conservació.

## Galeria d'imatges

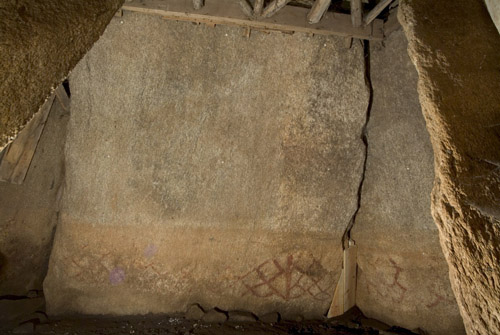
Cambra del dolmen
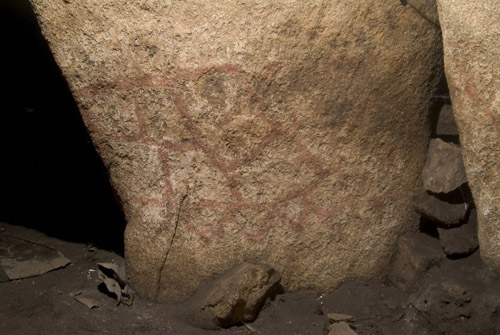
Vista general de les pintures del dolmen
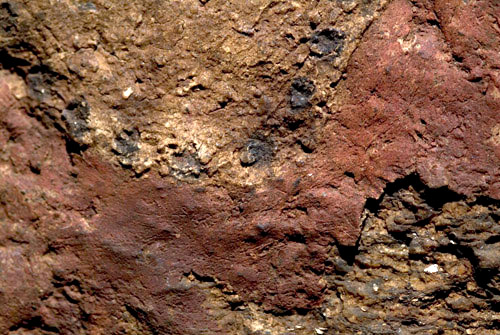
Macrofotografia de les pintures
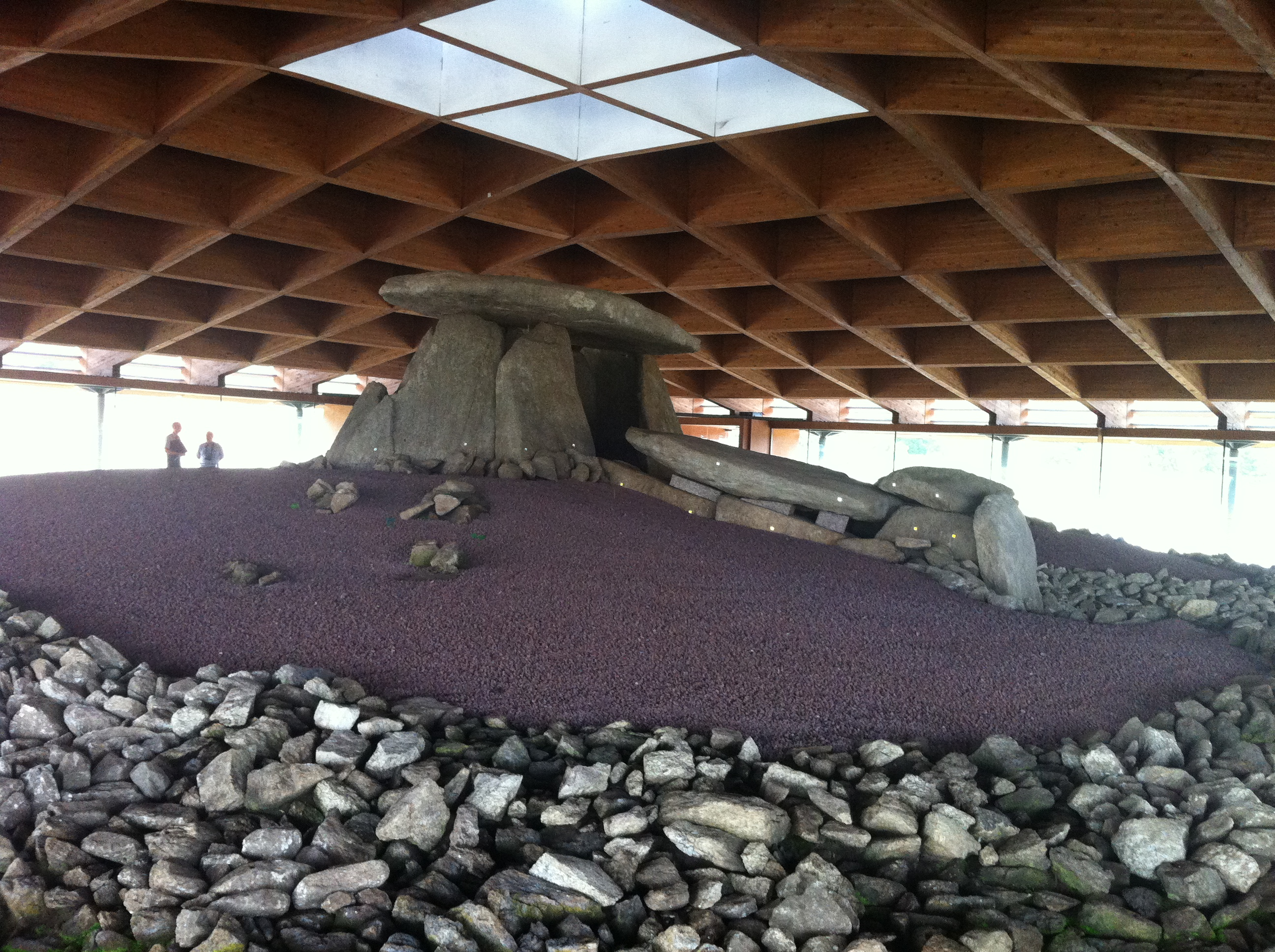
Interior del museu